# 飯田政良
飯田 政良（いいだ まさよし、筆名は青涼、せいりょう、生没年不明）は小説家である。夏目漱石の紹介で徳田秋声と合作名義で大阪朝日新聞に『女の夢』を連載した。
飯田は明治42年1月、坪内逍遥の紹介状を持ち漱石のもとを訪れ、自作の小説を持参し発表の場の紹介を依頼した。飯田の小説を読み、漱石は春陽堂の本田嘯月に「読物として価値あるもの」と書いて紹介し、青涼の小説『町の湯』は明治42年10月「新小説」に掲載された。その後も生活に窮した青涼の相談にのった漱石は、当時代作について問題視されることがなかったこともあり、代作者を使って、地方の新聞に多くの小説を発表していた徳田秋声に青涼を斡旋した。秋声のもとでの代作者としての活動は不詳であるが、明治44年、再び青涼の生活のため大阪朝日新聞の長谷川如是閑に紹介し、如是閑、秋声との打ち合わせの後、秋声との合作という形での小説の連載が決まった。青涼の『女の夢』は明治44年6月11日から9月7日まで大阪朝日新聞に連載されたが、紅野健介によれば歴史的な大愚作と評されたものである。遊民である一郎を主人公にする物語で、頻繁におこなわれる視点の交代が、ただ物語りの終わりを回避するためだけに用意されたものと評されている。この後、青涼は創作をやめ、漱石の紹介で実業の日本社で編集者として働くことになった。この間、漱石は大阪朝日新聞に『ケーベル先生』、『変な音』、『手紙』などの小品を発表し、秋声は東京朝日新聞に代表作、『黴』を発表した。漱石がこの出来事の後に執筆した長編小説は『彼岸過迄』である。
『女の夢』は大正14年に事業の日本社という出版社から刊行され、自序に「2年ばかりの間に七つの長編と四十ばかりの短編を発表した」としるされているが、詳細は不明である。